# Gottlob Schulze
Pour les articles homonymes, voir Schulze.
Gottlob Ernst Schulze (30 août 1761 - 14 janvier 1833) est un philosophe allemand qui exerçait une grande influence sur Arthur Schopenhauer quand ce dernier étudiait à l’Université de Göttingen, où il était professeur de philosophie, lui recommandant de se concentrer sur la philosophie de Kant et de Platon. Son livre le plus connu est nommé Aenesidemus. Cette œuvre, qui tente notamment de réhabiliter le scepticisme de Hume contre la toute récente Critique de la raison pure de Kant, a exercé une importante influence sur Fichte, auteur d'une Récension de l'Enésidème (1793). 

## Œuvres
- Gottlob Ernst Schulze, Enésidème. Ou sur les fondements de la philosophie élémentaire exposée à Iéna par Reinhold, Ed. Vrin, 2007.